# 1233 dans les croisades
Cette page regroupe les évènements concernant les Croisades qui sont survenus en 1233 :
- mars : Mort de Bohémond IV, prince d'Antioche. Son fils Bohémond V lui succède[1].
- 20 avril : le pape Grégoire IX crée les tribunaux de l’Inquisition[2].